# Trevor Berbick
Trevor Berbick est un boxeur jamaïcain naturalisé canadien né le 1er août 1954 et mort le 28 octobre 2006 à Norwich en Jamaïque. Il est connu pour être l'un des cinq boxeurs à avoir battu Mohamed Ali  en 1981 après 10 rounds éprouvants et un match spectaculaire. Il a aussi été champion du monde de boxe en 1986 avant de perdre son titre face à Mike Tyson.

## Carrière amateur
À 21 ans, Berbick représente la Jamaïque aux Jeux olympiques de Montréal dans la catégorie poids lourds bien qu'il n'ait combattu que 11 fois en amateurs. Son manque d'expérience est visible et c'est logiquement qu'il s'incline face au futur médaillé argent, le roumain Mircea Simon. 

## Carrière professionnelle
Berbick quitte la Jamaïque après les Jeux olympiques. Il choisit de s'installer au Canada à Montréal mais c'est à Halifax qu'il entame sa carrière professionnelle. Il remporte ses 11 premiers combats (10 par KO) avant d'être sèchement battu après seulement 50 s dans le 1er round par Bernardo Mercado (qu'il avait pourtant dominé en amateur). 
En 1980, il bat l’ex-champion John Tate (9e round, par KO). Cette victoire lui permet d'affronter Larry Holmes en championnat du monde mais il perd nettement aux points à l'issue des 15 reprises. Dans son deuxième combat après sa défaite, il bat Mohamed Ali vieillissant, aux points en 10 rounds, ce dernier mettant fin à sa carrière.
En 1982, il bat Greg Page mais subit deux revers d'affilée. En 1984, il s'installe en Floride à Miramar et signe un contrat avec le promoteur Don King. Ses deux victoires sur Mitch Green et David Bey (tous deux invaincus) l'amènent à disputer en 1986 le titre de Champion du monde WBC qu'il remporte le 22 mars en battant Pinklon Thomas par décision unanime. Son règne sera cependant éphémère car il est mis KO la même année par Mike Tyson au 2e round, bien que Berbick soit champion, c'était son challenger Tyson qui était annoncé favori pour ce combat (pour une cote de 3 à 1).
En 1987, il remporte 3 victoires dont 2 par KO avant de subir en 1988 deux nouvelles défaites aux points contre James Douglas et Carl Williams.
Sa carrière marque un coup d'arrêt brutal en 1992 quand il est accusé en Floride d'avoir violé une femme. Reconnu coupable, il est condamné à 5 ans d'emprisonnement ferme mais ressort finalement dès 1994. De nouveau sur les rings, il enchaîne 7 victoires avant d'être stoppé par Hasim Rahman. En 1997, il est expulsé des États-Unis pour avoir enfreint les règles régissant sa libération conditionnelle. Il disputera ensuite quelques combats sans importance et s'arrêtera en 2000 en battant Shane Suttclife.

## Décès
En 2006, il est tué  pour une histoire de terrain par son neveu Harold, qui sera pour cela condamné en décembre 2007.